# Mạch nước phun

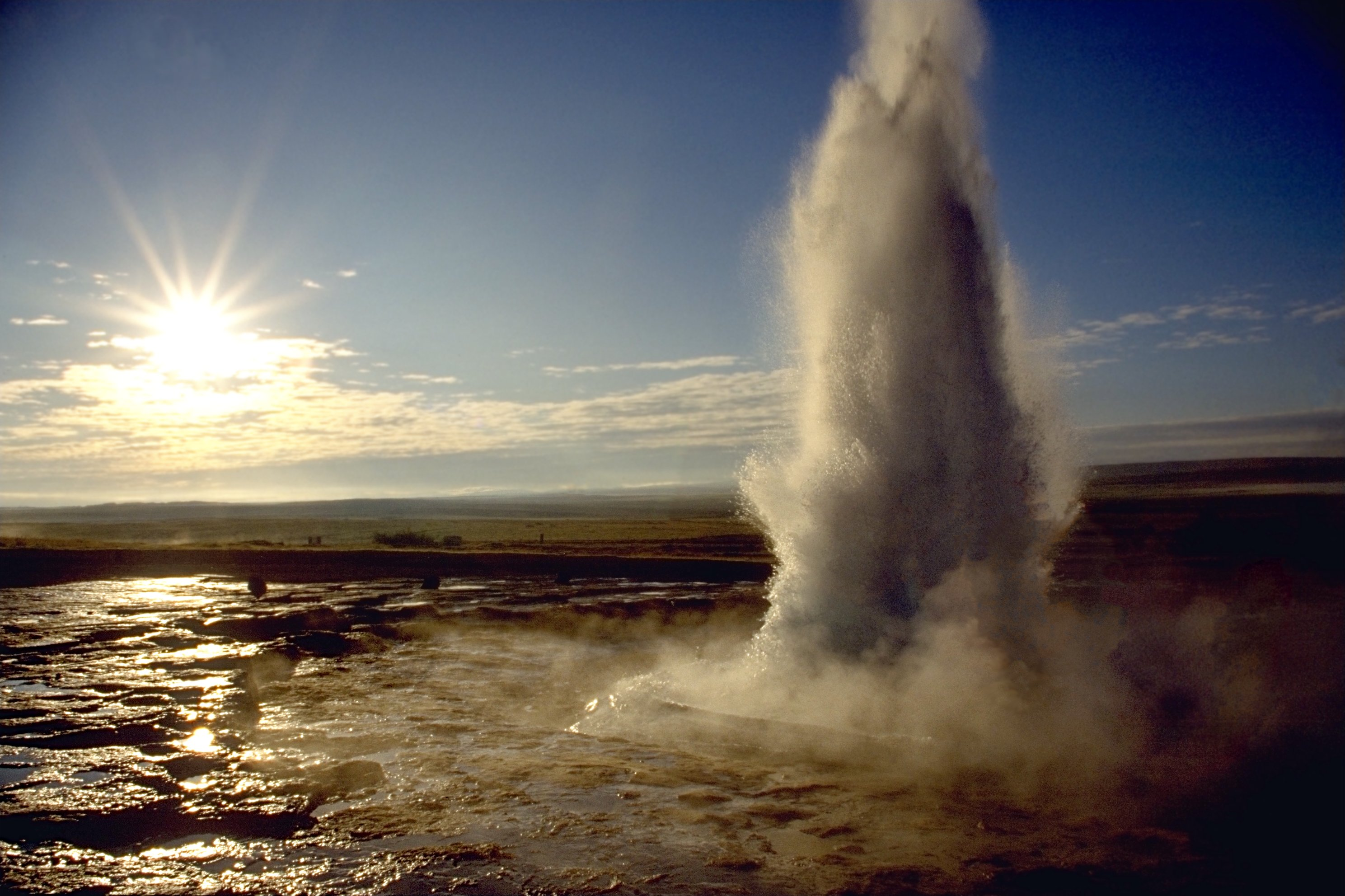
Mạch nước phun Strokkur, Iceland

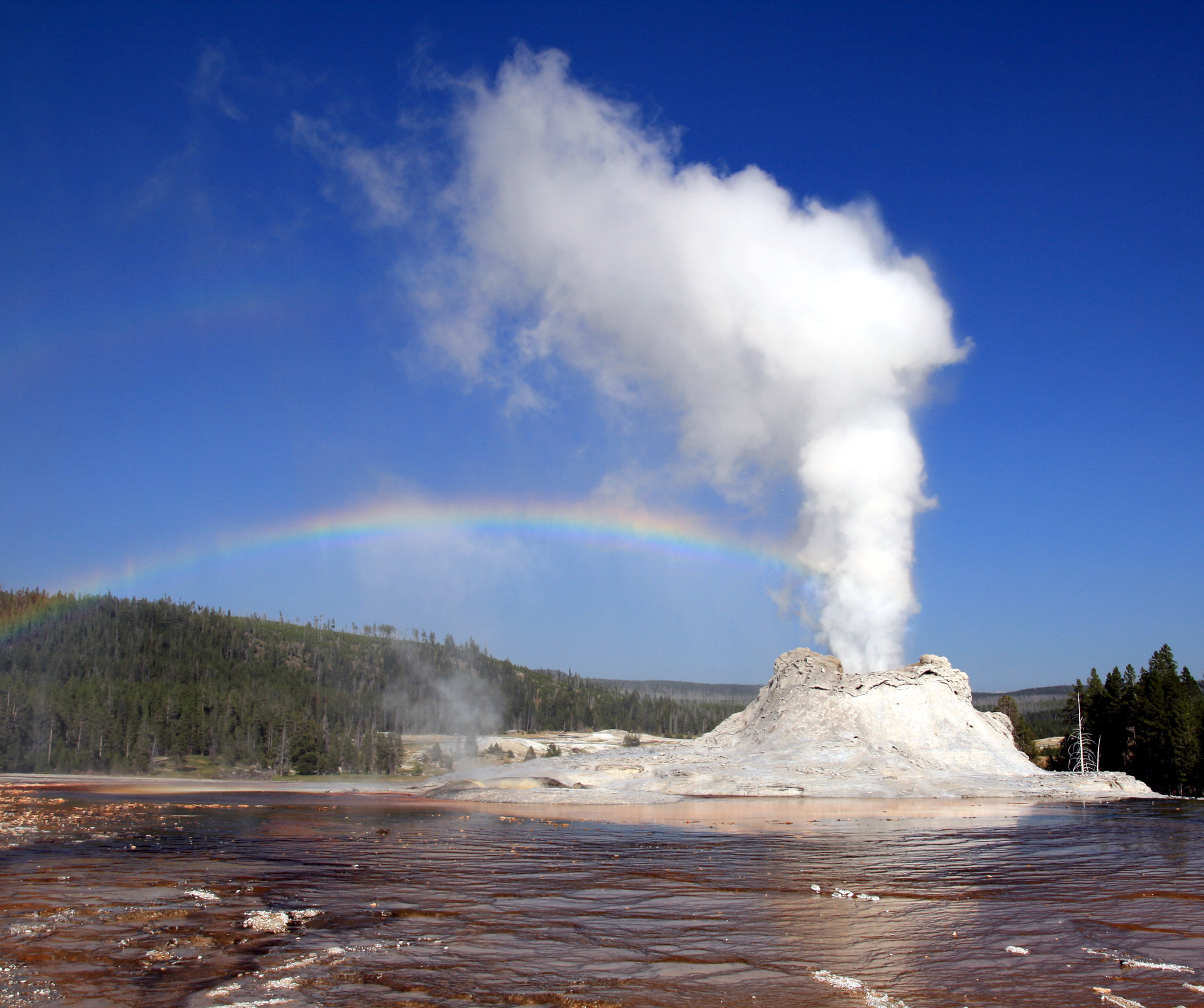
Hơi nước phun lên từ mạch nước phun Castle làm xuất hiện các hiệu ứng phụ như cầu vồng và giải Alexander trong Vườn quốc gia Yellowstone.

Mạch nước phun (tiếng Anh: geyser) là mạch nước (spring) phun nước nóng và hơi nước từ lòng đất vào bầu không khí theo chu kỳ hoặc nhiễu loạn và thường phun lên theo phương thẳng đứng.
Sự hình thành các mạch nước phun là do những điều kiện địa chất thủy văn đặc biệt, và vì vậy mạch nước phun cũng rất hiếm gặp trên Trái Đất. Nói chung những nơi có mạch nước phun nằm gần những vùng có núi lửa hoạt động, và hiện tượng mạch nước phun liên quan đến magma. Nói chung khi nước bề mặt thấm xuống lòng đất trung bình khoảng 2.000 mét thì nó sẽ tiếp xúc với đá nóng. Kết quả là xảy ra sự sôi nước áp lực tạo ra hiệu ứng mạch nước phun chứa nước nóng và hơi nước phun lên mặt đất.
Có khoảng một nghìn mạch nước phun tồn tại trên thế giới, gần một nửa nằm ở vườn quốc gia Yellowstone, Wyoming, Hoa Kỳ. Sự hoạt động phun trào của mạch nước phun có thể giảm dần thậm chí ngừng hẳn do các khoáng vật lắng đọng ở mạch phun theo thời gian, hoặc mạch nước phun thay đổi chức năng thành mạch nước nóng, bị ảnh hưởng của động đất và sự can thiệp của con người.
Sự phun trào thành tia, thường coi như những mạch nước phun, đã được quan sát thấy ở một số vệ tinh thuộc các hành tinh vòng ngoài của hệ Mặt Trời. Do áp suất của bầu khí quyển các vệ tinh thấp, những phun trào này chỉ chứa hơi mà không có chất lỏng; có thể quan sát thấy chúng dễ dàng do hơi phun ra có lẫn các hạt bụi và băng. Tia hơi nước đã được quan sát gần cực nam của vệ tinh Enceladus của Sao Thổ, trong khi sự phun trào nitrogen đã được phát hiện thấy trên vệ tinh Triton của Sao Hải Vương. Cũng có những dấu hiệu của phun trào cacbon dioxide ở mũ băng cực nam của Sao Hỏa. Trong hai trường hợp sau, thay vì nguyên nhân do năng lượng địa nhiệt, những phun trào này dường như dựa trên nhiệt lượng Mặt Trời thông quan hiệu ứng nhà kính trạng thái rắn.

## Tên
Từ geyser bắt nguồn từ Geysir, là tên một vụ phun trào của mạch nước ngầm tại Haukadalur, Iceland; cái tên này bắt nguồn từ động từ geysa trong tiếng Iceland, và có nghĩa là "phun ra" trong tiếng Bắc Âu cổ.

## Sự hình thành và chức năng

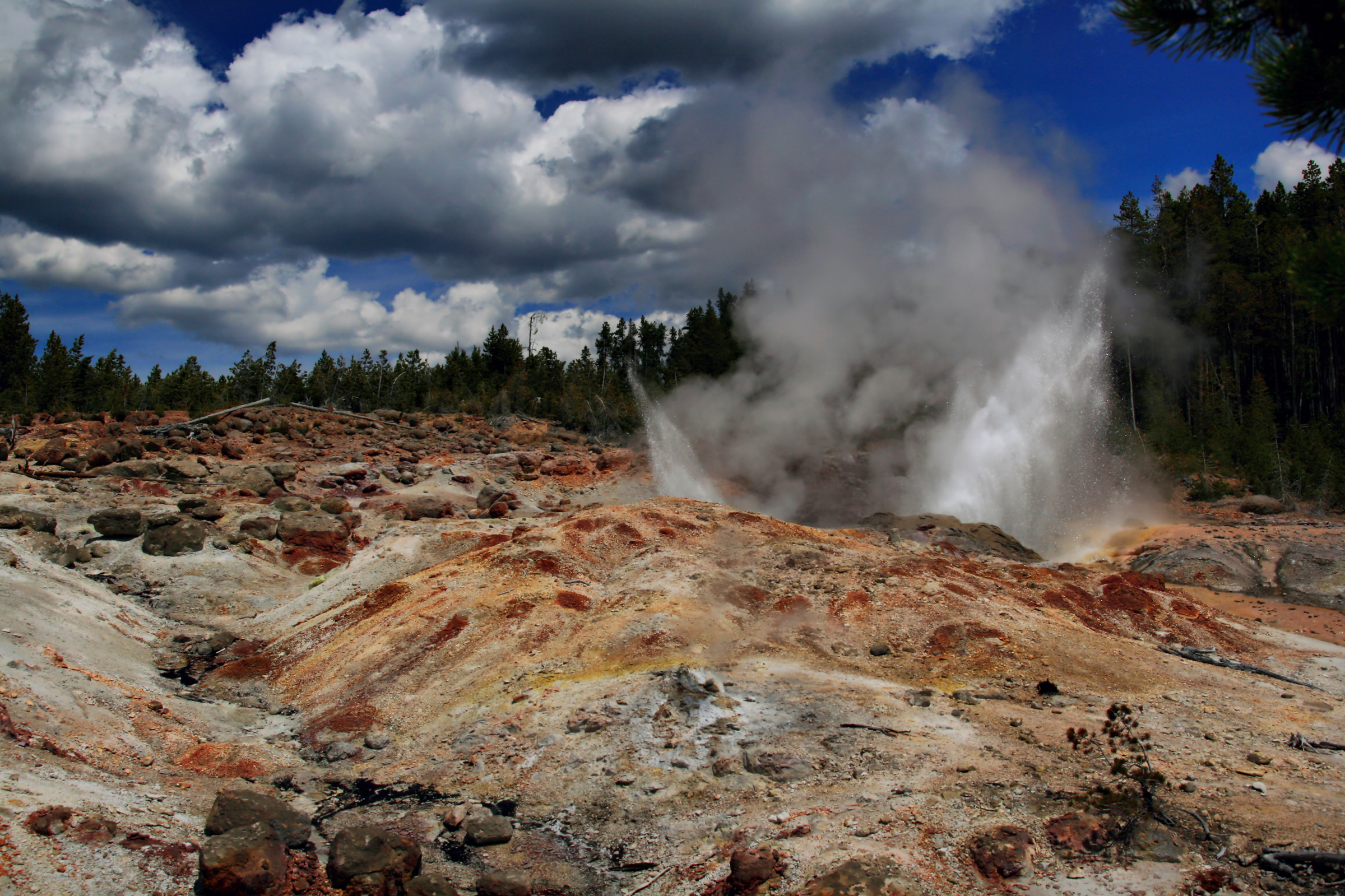
Mạch nước phun Steamboat ở Vườn quốc gia Yellowstone

Mạch nước phun là những đặc điểm địa chất tạm thời. Các mạch nước phun thường liên kết với các khu vực núi lửa. Khi các dòng nước nóng lên thì áp suất sẽ đẩy một cột nước và khí có nhiệt độ rất cao lên mặt đất qua hệ thống ống nước bên trong của mạch nước. Đặc biệt, sự hình thành của các mạch nước phun đòi hỏi sự kết hợp của ba điều kiện địa chất thường thấy trong địa hình núi lửa.

##### Sức nóng dữ dội
Nhiệt lượng cần thiết cho sự hình thành mạch nước phun xuất phát từ magma gần bề mặt Trái Đất. Thực tế, các mạch nước phun cần nhiệt nhiều hơn những mạch nước được tìm thấy gần bề mặt Trái Đất chính là lý do chúng liên kết với núi lửa hoặc các khu vực núi lửa. Áp suất gặp phải những nơi có nước nóng làm cho điểm sôi của nước cao hơn nhiều so với áp suất khí quyển bình thường.

##### Nước
Nước chảy ra từ một mạch nước phun dưới lòng đất thông qua các khe nứt sâu trong lớp vỏ Trái Đất.

##### Hệ thống dẫn nước
Để nước nóng hình thành một mạch nước phun, thì một hệ thống dẫn nước bao gồm các vết nứt, vết gãy, khoảng xốp, và đôi khi là các lỗ trống. Điều này còn cần cả một hồ chứa để giữ nước trong khi nước đang được làm nóng. Các mạch nước phun thường được sắp thẳng hàng theo các vết đứt gãy. Sự co thắt trong hệ thống rất cần thiết cho việc hình thành áp suất trước khi phun trào.

## Sự phun trào
Hoạt động của mạch nước phun, cũng giống như hoạt động của tất cả các mạch nước nóng, là do nước trên bề mặt dần dần thấm xuống mặt đất cho đến khi gặp đá bị nung nóng bởi magma. Sau đó, nước được nung nóng bởi năng lượng địa nhiệt quay trở lại mặt đất bằng cách đối lưu thông qua các lớp đá xốp và bị nứt. Các mạch nước phun khác so với các mạch nước nóng không phun trào trong cấu trúc ngầm của chúng, bao gồm một lỗ thông hơi nhỏ trên mặt đất được kết nối với một hoặc nhiều ống hẹp dẫn đến hồ chứa nước ngầm và các lớp đá được nén chặt vào nhau bởi áp suất.
Khi mạch nước phun đầy, nước ở đầu cột nguội dần, nhưng vì sự chật hẹp của kênh, nên không thể làm lạnh đối lưu của nước trong hồ chứa. Nước ở trên mát hơn và nó ép dòng nước nóng ở bên dưới, không giống như nắp của một nồi áp suất, nó cho phép nước trong hồ chứa trở nên quá nóng, nghĩa là giữ trạng thái lỏng ở nhiệt độ cao hơn áp suất chuẩn của điểm sôi.
Sau đó, nhiệt độ của nước ở gần đáy của mạch nước phun tăng đến điểm bắt đầu sôi sau đó đẩy các bọt khí lên đỉnh của cột nước. Khi chúng xuyên qua lỗ thông hơi, một lượng nước tràn ra hoặc văng ra, làm giảm trọng lượng của cột và do đó gây áp lực lên mặt nước. Với sự giải phóng áp suất này, nước sẽ trở nên cực nóng rồi nhanh chóng chuyển thành hơi nước và sôi dữ dội khắp cột nước. Kết quả là bọt nước vỡ ra thành hơi nước và nước nóng và sau đó phun ra khỏi ống thông hơi của mạch nước.
Điều kiện quan trọng cho phép một mạch nước phun trào là nhờ một chất được gọi là geyserite được tìm thấy trong những tảng đá gần đó. Geyserite - chủ yếu là Silic dioxide (SiO2), được hòa tan từ các tảng đá và lắng đọng trên các bức tường của hệ thống dẫn nước của mạch nước phun và trên bề mặt. Các lắng cặn khiến hệ thống đưa nước đến bề mặt có áp suất lớn. Điều này cho phép áp suất tác dụng lên tất cả các hướng lên tới đỉnh và không bị rò rỉ ra khỏi sỏi hoặc đất xốp thường ở dưới các khu vực mạch nước phun.
Cuối cùng, nước còn lại trong các mạch nước lạnh dần xuống dưới điểm sôi và vụ phun trào kết thúc; nước nóng dưới mặt đất bắt đầu chảy trở lại vào hồ chứa, và toàn bộ chu trình này bắt đầu lại. Thời gian phun trào và thời gian giữa các vụ phun trào kế tiếp của các mạch nước phun rất khác nhau; Strokkur ở Iceland phun trào vài giây trong mỗi vài phút, trong khi mạch nước phun Grand ở Hoa Kỳ phun trào lên đến 10 phút mỗi 8-12 giờ.

## Phân loại chung
Có hai loại mạch nước phun: mạch nước phun hình vòi mà nước phun ra từ các bể nước, điển hình là trong một loạt các vụ nổ lớn, thậm chí dữ dội; và các mạch nước phun hình nón  phun ra từ các hố vỡ và các mô đất của silic thiêu kết (bao gồm geyserite), thường ở các vùng than non cố định, có thể kéo dài từ vài giây đến vài phút. Old Faithful, mạch phun nước nổi tiếng nhất tại Vườn quốc gia Yellowstone, là một ví dụ về mạch nước phun hình nón. Grand Geyser, là mạch nước phun cao nhất trên Trái Đất mà có thể dự đoán được, (mặc dù Geysir ở Iceland cao hơn, nhưng không thể dự đoán), cũng tại Vườn quốc gia Yellowstone, là một ví dụ của mạch nước phun hình vòi.
Có rất nhiều khu vực núi lửa trên thế giới có mạch nước nóng, hố bùn và lỗ phun khí, nhưng có rất ít mạch nước phun trào. Sự hiếm hoi này là do những lực có cường độ cao nhất thời phải xảy ra đồng thời để mạch nước tồn tại. Ví dụ, ngay cả khi các điều kiện cần thiết khác tồn tại, nếu cấu trúc đá bị lỏng lẻo, vụ phun trào sẽ ăn mòn các kênh và nhanh chóng phá hủy bất kỳ mạch nước phun mới.
Kết quả là, hầu hết các mạch nước phun hình thành ở những nơi có đá núi lửa rhyolit tan trong nước nóng và hình thành các mỏ khoáng vật gọi là silic thiêu kết, hoặc geyserite, dọc theo bên trong hệ thống dẫn nước rất nhỏ. Theo thời gian, những lớp trầm tích này làm các bức tường vững chắc hơn bằng cách kết hợp các lớp đá dính chặt với nhau, do đó nó cho phép các mạch nước phun tiếp tục hoạt động, như đã đề cập trong phần trước.
Các mạch nước phun là những hiện tượng thiên nhiên mà nếu điều kiện thay đổi, chúng có thể không hoạt động hoặc bị tuyệt chủng. Nhiều mạch nước đã bị phá hủy đơn giản bởi vì con người đã ném các mảnh vụn vào các mạch nước phun, trong khi những mạch nước phun khác đã ngừng phun trào do việc thoát nước bởi các nhà máy điện địa nhiệt. Tuy nhiên, Great Geysir của Iceland đã có những giai đoạn phun trào và ngừng phun trào. Trong suốt thời gian ngừng phun trào kéo dài, đôi khi sự phun trào là nhân tạo - thường vào những dịp đặc biệt - bằng cách bổ sung các chất hoạt động bề mặt vào nước.

## Sinh vật học

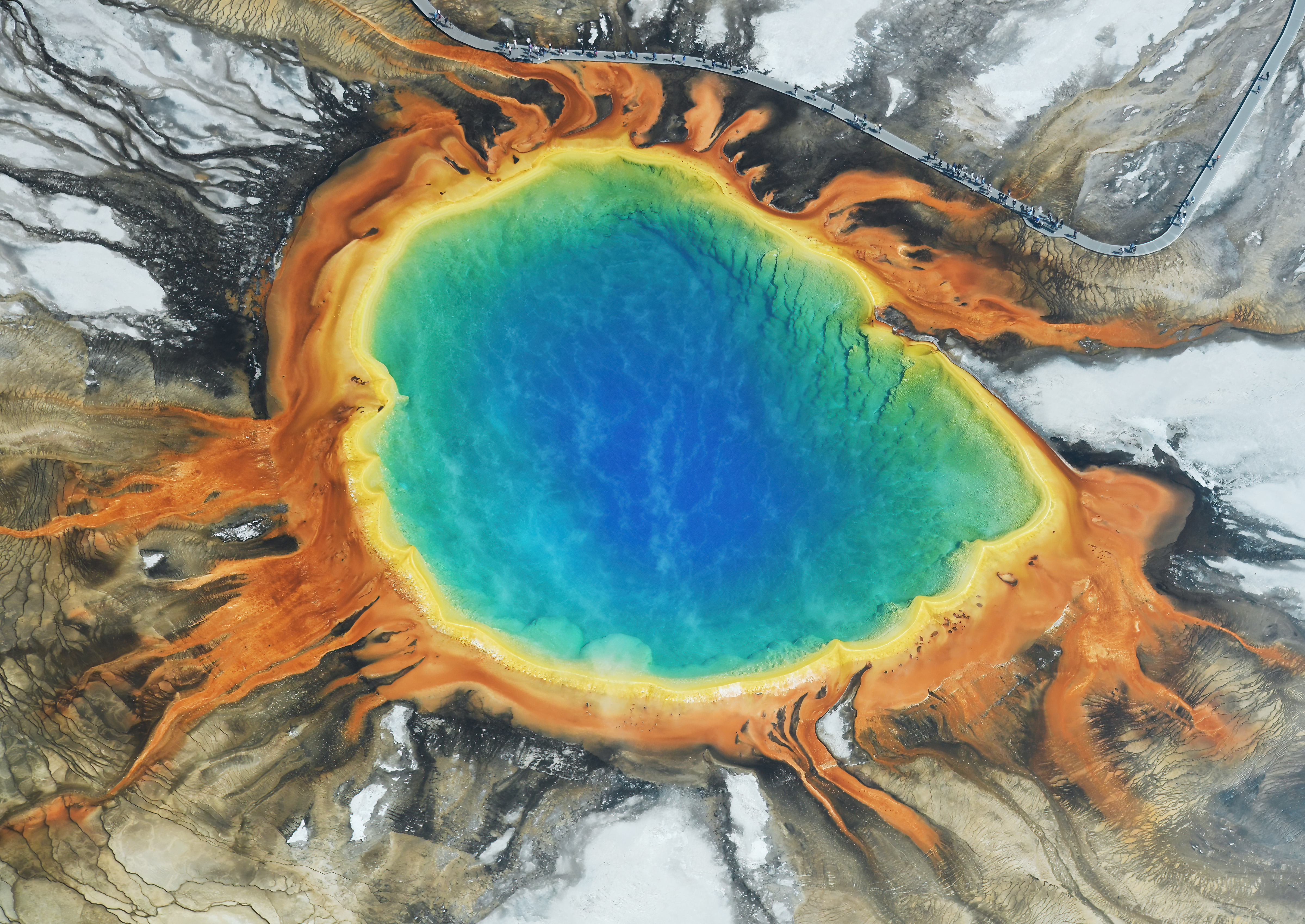
Hyperthermophiles tạo nên một số màu sắc tươi sáng cho mạch nước nóng Grand Prismatic, vườn quốc gia Yellowstone

Các màu sắc đặc trưng của mạch nước phun bắt nguồn từ những điều kiện cực kỳ khắc nghiệt, nhưng sự sống thường được tìm thấy trong chúng (và ở các môi trường nóng khác) dưới dạng các sinh vật nhân sơ nhiệt đới. Không có sinh vật nhân chuẩn nào được biết đến ngày hôm nay có thể sống sót ở nhiệt độ trên 60 °C (140 °F).
Trong thập niên 60, khi sự nghiên cứu về sinh vật học của các mạch nước phun lần đầu tiên được trình bày, các nhà khoa học đã tin chắc rằng không có sự sống nào có thể tồn tại ở nhiệt độ tối đa là 73 °C (163 °F) – giới hạn trên của sự sống vi khuẩn lam, bởi vì cấu trúc tế bào then chốt của các protein và DNA sẽ bị phá hủy. Nhiệt độ tối ưu cho vi khuẩn nhiệt đới thậm chí còn thấp hơn, trung bình khoảng 55 °C (131 °F).
Tuy nhiên, các quan sát đã chứng minh rằng sự sống thực sự có thể tồn tại ở nhiệt độ cao và thậm chí một số vi khuẩn còn thích nhiệt độ cao hơn điểm sôi của nước. Hàng chục loại vi khuẩn như vậy được biết đến. Các thermophiles thích nhiệt độ từ 50 đến 70 °C (122 đến 158 °F), trong khi các hyperthermophiles phát triển nhanh hơn ở nhiệt độ cao lên đến 80 đến 110 °C (176 đến 230 °F). Vì chúng có các enzyme ổn định nhiệt có khả năng duy trì hoạt động của chúng ngay cả ở nhiệt độ cao, chúng đã được sử dụng như một công cụ gia nhiệt rất quan trọng trong y học và công nghệ sinh học, ví dụ trong sản xuất kháng sinh, chất dẻo, chất tẩy rửa (bằng cách sử dụng enzyme lipase ổn định nhiệt, pullulanase và protease), và các sản phẩm lên men (ví dụ như etanol nhân tạo). Trong số này, sinh vật được phát hiện đầu tiên và quan trọng nhất đối với công nghệ sinh học là Thermus aquaticus.  Trên thực tế, những vi khuẩn đang tồn tại đã phóng đại trí tưởng tượng của chúng ta về sự sống trên các thiên thể khác, cả trong và ngoài hệ mặt trời.

## Những khu vực chính của mạch nước phun và sự phân bố

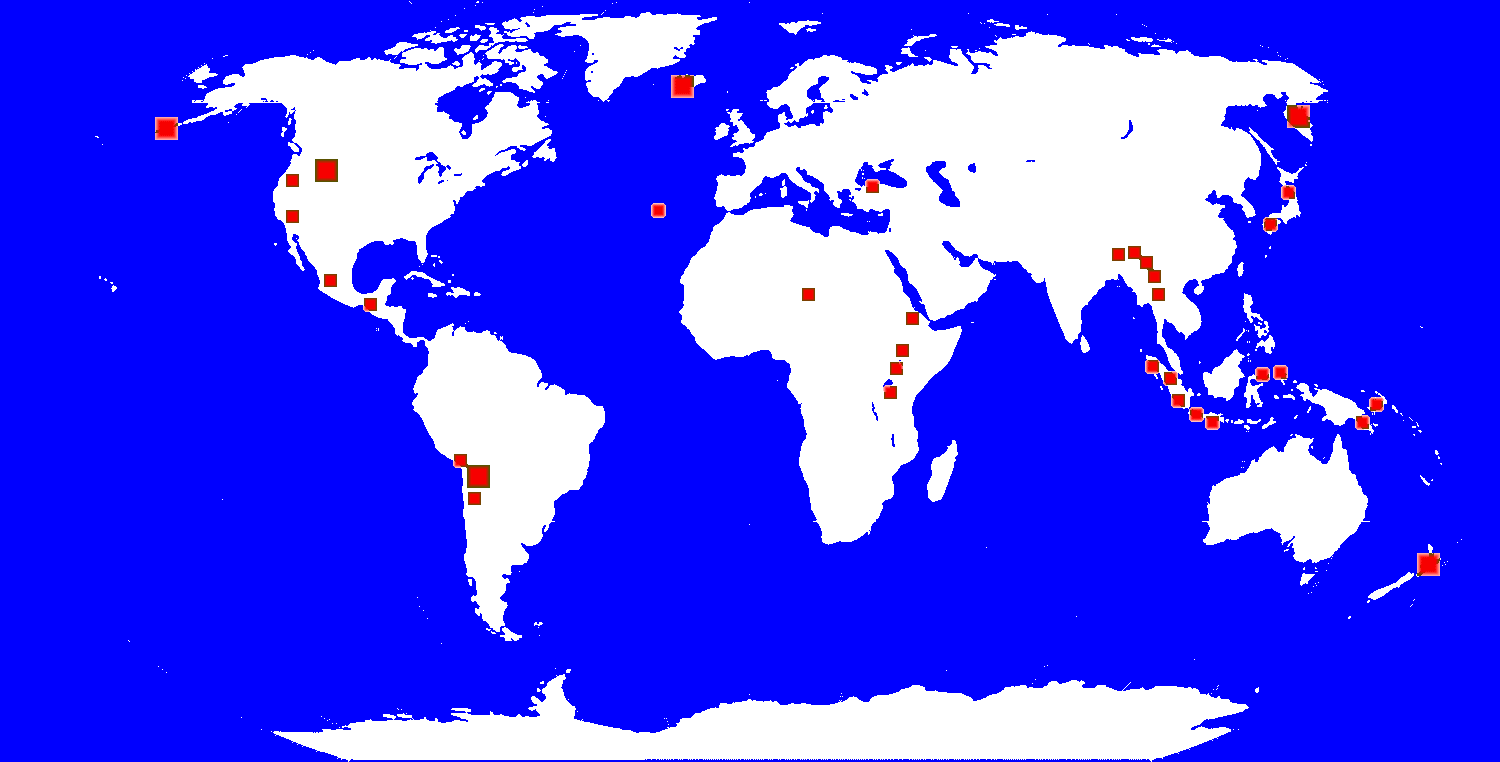
Sự phân bố của các mạch nước phun chính trên thế giới.

Những mạch nước phun khá là hiếm, chúng đòi hỏi sự kết hợp giữa nước, nhiệt và hệ thống dẫn nước tự nhiên. Sự kết hợp này chỉ tồn tại ở một vài nơi trên Trái Đất.

### Vườn quốc gia Yellowstone, Hoa Kỳ
Yellowstone là địa điểm có mạch nước phun lớn nhất thế giới, chứa hàng ngàn mạch nước nóng và khoảng 300 đến 500 mạch nước phun. Đây là nơi chiếm một nửa số lượng các mạch nước phun trên toàn thế giới trong 9 lưu vực của nó. Nó nằm chủ yếu ở Wyoming, Mỹ, với những phần nhỏ ở Montana và Idaho. Yellowstone bao gồm những mạch nước phun hoạt động nhiều nhất thế giới (mạch nước phun Steamboat trong Lưu vực sông Norris), cũng như mạch nước phun Old Faithful nổi tiếng, mạch nước phun Beehive, mạch nước phun Giantess, mạch nước phun Lion, mạch nước phun Plume, mạch nước phun Aurum, mạch nước phun Castle, mạch nước phun Sawmill, mạch nước phun Grand, mạch nước phun Oblong, mạch nước phun Giant, mạch nước phun Daisy, mạch nước phun Grotto, mạch nước phun Fan & Mortar, và mạch nước phun Riverside. Tất cả đều nằm trong Upper Geyser Basin có chứa gần 180 mạch nước phun.

### Thung lũng mạch nước phun, Nga
Thung lũng mạch nước phun ("Dolina Geiserov" trong tiếng Nga) nằm ở bán đảo Kamchatka của Nga là khu vực mạch nước phun duy nhất ở lục địa Á-Âu và là nơi có mật độ mạch nước phun cao thứ hai trên thế giới. Khu vực này được phát hiện và khám phá bởi Tatyana Ustinova vào năm 1941. Có khoảng 200 mạch nước phun tồn tại trong khu vực cùng với nhiều mạch nước nóng và các giếng phun vĩnh cửu. Khu vực này được hình thành do sự hoạt động mạnh mẽ của núi lửa. Sự phun trào đặc biệt là một trong những đặc tính quan trọng của các mạch nước phun. Hầu hết các mạch nước phun trào theo nhiều góc độ, và chỉ có rất ít các mạch nước phun hình nón tồn tại ở nhiều khu vực khác trên thế giới. Vào ngày 3 tháng 6 năm 2007, một trận lũ bùn lớn đã ảnh hưởng tới 2/3 thung lũng. Sau đó, báo cáo cho rằng một hồ nước nhiệt đang hình thành trên đó. Vài ngày sau, lượng nước theo quan sát cho thấy đã giảm đi phần nào, bộc lộ một số đặc tính chìm. Mạch nước phun Velikan, một trong những khu vực lớn nhất, không bị chôn vùi trong đó và gần đây đã phát hiện thấy hoạt động của nó.

### EI Tatio, Chile
Bài viết chi tiết: El Tatio
Cái tên "EI Tatio" bắt nguồn từ ngôn ngữ Quechua có nghĩa là lò nướng. EI Tatio toạ lạc ở các thung lũng cao trên dãy Andes được bao quanh bởi nhiều núi lửa đang hoạt động ở Chile, Nam Mỹ ở độ cao khoảng 4.200 mét (13.800 ft) so với mực nước biển trung bình. Thung lũng này có khoảng gần 80 mạch nước phun nước hiện nay. Nó đã trở thành khu vực mạch nước phun lớn nhất ở Nam bán cầu sau sự phá hủy của nhiều mạch nước phun ở New Zealand, và là khu vực lớn thứ ba trên thế giới. Đặc điểm nổi bật của các mạch nước phun này là độ cao của mực nước phun trào của chúng rất thấp, cao nhất chỉ 6 mét (20 ft), nhưng cột nước có thể cao hơn tới 20 mét (66 ft). Độ cao trung bình của mực nước phun trào tại EI Tatio là khoảng 750 mm (30 inch).

### Vùng núi lửa Taupo, New Zealand
Bài chi tiết: Vùng núi lửa Taupo
Vùng núi lửa Taupo nằm trên Đảo Bắc của New Zealand. Nó dài 350 km (217 dặm) rộng 50 km (31 dặm) và nằm trên đới hút chìm trong lớp vỏ Trái Đất. Núi Ruapehu đặt mốc giới hạn ở phía tây nam, trong khi núi lửa dưới mặt biển Whakatane (85 km hay 53 dặm so với Đảo White) được xem như giới hạn về phía đông bắc. Nhiều mạch nước phun trong khu vực này đã bị phá hủy do sự phát triển của địa nhiệt và đập thủy điện, nhưng vẫn còn tồn tại hàng chục mạch nước phun. Vào đầu thế kỷ 20, mạch nước phun lớn nhất từng được biết đến, Waimangu đã tồn tại trong khu vực này. Nó bắt đầu phun trào vào năm 1900 và phun trào theo định kỳ trong bốn năm cho đến khi trận lở đất đã làm thay đổi mực nước địa phương. Sự phun trào của Waimangu thường đạt 160 mét (520 ft) và một số vụ siêu nổ được biết đến đã đạt đến độ cao 500 mét (1500 ft). Các nghiên cứu khoa học gần đây cho thấy lớp vỏ Trái Đất dưới đới có thể dày đến 5 km (3 dặm). Phía dưới là một dải magma rộng 50 km (31 mi) và dài 160 km (99 dặm).

### Iceland
Bài viết chi tiết: Iceland
Do núi lửa ở Iceland có tần suất hoạt động cao, đó là nơi tập trung một số mạch nước nổi tiếng trên thế giới. Các mạch nước phun và mạch nước nóng phân bố trên khắp hòn đảo. Đa số nằm ở Haukadalur. Chúng còn được biết là đã tồn tại ở ít nhất 12 khu vực khác trên đảo. Great Geysir lần đầu tiên phun trào vào thế kỷ 14, từ đó hình thành thuật ngữ geyser. Vào năm 1896, Geysir hầu như không hoạt động trước khi trận động đất năm đó gây ra vụ phun trào, xảy ra vài lần trong ngày, nhưng vào năm 1916, tất cả các vụ phun trào đều chấm dứt. Trong suốt phần lớn thế kỷ 20, các vụ phun trào, thường là sau động đất, xảy ra liên tục. Mạch nước được cải tiến nhân tạo và các vụ phun trào được tạo ra bằng xà phòng vào những dịp đặc biệt. Các trận động đất vào tháng 6 năm 2000 sau đó đã một lần nữa kích hoạt chúng một thời gian nhưng hiện tại không còn phun trào nữa. Strokkur, mạch nước phun gần đó, phun trào mỗi 5-8 phút với độ cao khoảng 30 mét (98 ft).

### Các vùng mạch nước phun không còn tồn tại và không hoạt động
Trước đây có hai khu vực lớn ở Nevada-Beowawe và Steamboat Springs - nhưng chúng đã bị phá hủy bởi việc lắp đặt các nhà máy địa nhiệt lân cận. Tại các nhà máy, khoan địa nhiệt làm giảm nhiệt độ sẵn có và hạ mực nước địa phương xuống đến mức hoạt động của nước phun trào không còn được duy trì.
Nhiều mạch nước phun ở New Zealand đã bị con người phá hủy trong thế kỷ trước. Một số khác cũng đã không còn hoạt động hoặc tự tuyệt chủng. Phần còn lại chính là Whakarewarewa ở Rotorua.  Hai phần ba các mạch phun nước tại Orakei Korako đã bị ngập lụt bởi đập thủy điện Ohakuri vào năm 1961. Khu vực Wairakei bị mất một nhà máy địa nhiệt vào năm 1958. Khu vực Spa Taupo cũng đã bị mất khi mực nước sông Waikato bị thay đổi vào những năm 1950. Khu vực Rotomahana bị phá hủy bởi vụ phun trào núi lửa Tarawera vào năm 1886.

## Mạch nước phun nhân tạo
Ở một số nơi có hoạt động địa nhiệt, các giếng khoan đã được khoan và gắn với các lớp không thấm nước mà cho phép chúng phun ra như các mạch nước phun. Các lỗ thông của chúng đều là nhân tạo, nhưng được khai thác trong các hệ thống thủy nhiệt tự nhiên. Các mạch nước phun nhân tạo, được gọi là các giếng khoan địa nhiệt phun trào, không phải là các mạch phun nước thực sự. Little Old Faithful, ở Calistoga, California, là một ví dụ. Mạch nước phun ra từ vỏ của một giếng khoan vào cuối thế kỷ 19. Theo cuốn sách "Hướng dẫn về Gazing Gazing" (1976, trang 49) của tiến sĩ John Rinehart, một người đàn ông đã khoan mạch nước phun để tìm kiếm nước. Thực ra ông ta đã "chỉ tìm ra một mạch nước đã chết".

## Giếng phun vĩnh viễn
Đây là mạch nước nóng tự nhiên phun nước liên tục mà cần bổ sung. Một số trong số này bị hiểu nhầm là mạch nước phun, nhưng vì chúng không phải là tuần hoàn trong tự nhiên nên chúng không được coi là mạch nước phun thực sự.

## Thương mại hoá

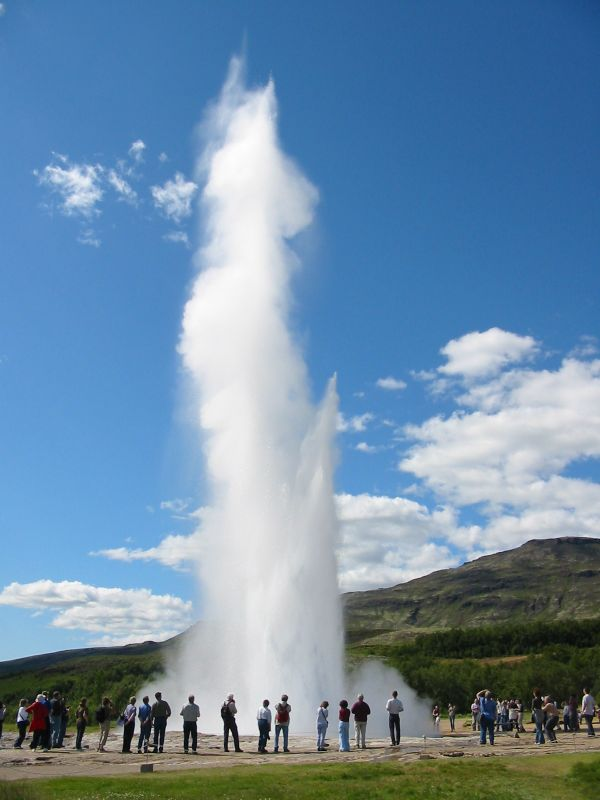
Mạch nước phun Strokkur ở Iceland - một điểm du lịch.

Mạch nước phun được sử dụng cho các hoạt động khác nhau như phát điện, sưởi ấm và du lịch. Nhiều khu dự trữ địa nhiệt được tìm thấy trên khắp thế giới. Các khu vực mạch nước phun ở Iceland là một trong những nơi có tiềm năng thương mại hàng đầu trên thế giới. Kể từ những năm 1920, nước nóng từ các mạch nước phun đã được sử dụng để làm nóng nhà kính cho việc trồng thực phẩm, nếu không sẽ không thể trồng trọt trong khí hậu khắc nghiệt của Iceland. Nước nóng và hơi nước từ các mạch nước phun cũng được sử dụng để sưởi ấm nhà cửa từ năm 1943 tại Iceland. Vào năm 1979, Bộ Năng lượng Hoa Kỳ (DOE) tích cực thúc đẩy sự phát triển của năng lượng địa nhiệt trong vùng "Geysment-Geistermal Resource" (KGRA) gần Calistoga, California thông qua nhiều chương trình nghiên cứu và Chương trình Bảo lãnh Tài sản Địa nhiệt. Bộ luật này có nghĩa vụ phải đánh giá các tác động tiềm ẩn của môi trường lên sự phát triển địa nhiệt.

## Mạch nước phun băng
Thông tin thêm: Núi lửa băng
Có một số thành phần trong Hệ Mặt Trời, nơi xảy ra những vụ phun trào thành tia mà đã được quan sát hoặc được cho là xảy ra, thường được gọi là cryogeysers (cryo có nghĩa là "băng giá"). Không giống như mạch nước phun trên Trái Đất, chúng đại diện cho các vụ phun trào của các chất dễ bay hơi, cùng với các hạt bụi hoặc băng bị cuốn hút, mà không có chất lỏng.
- Enceladus

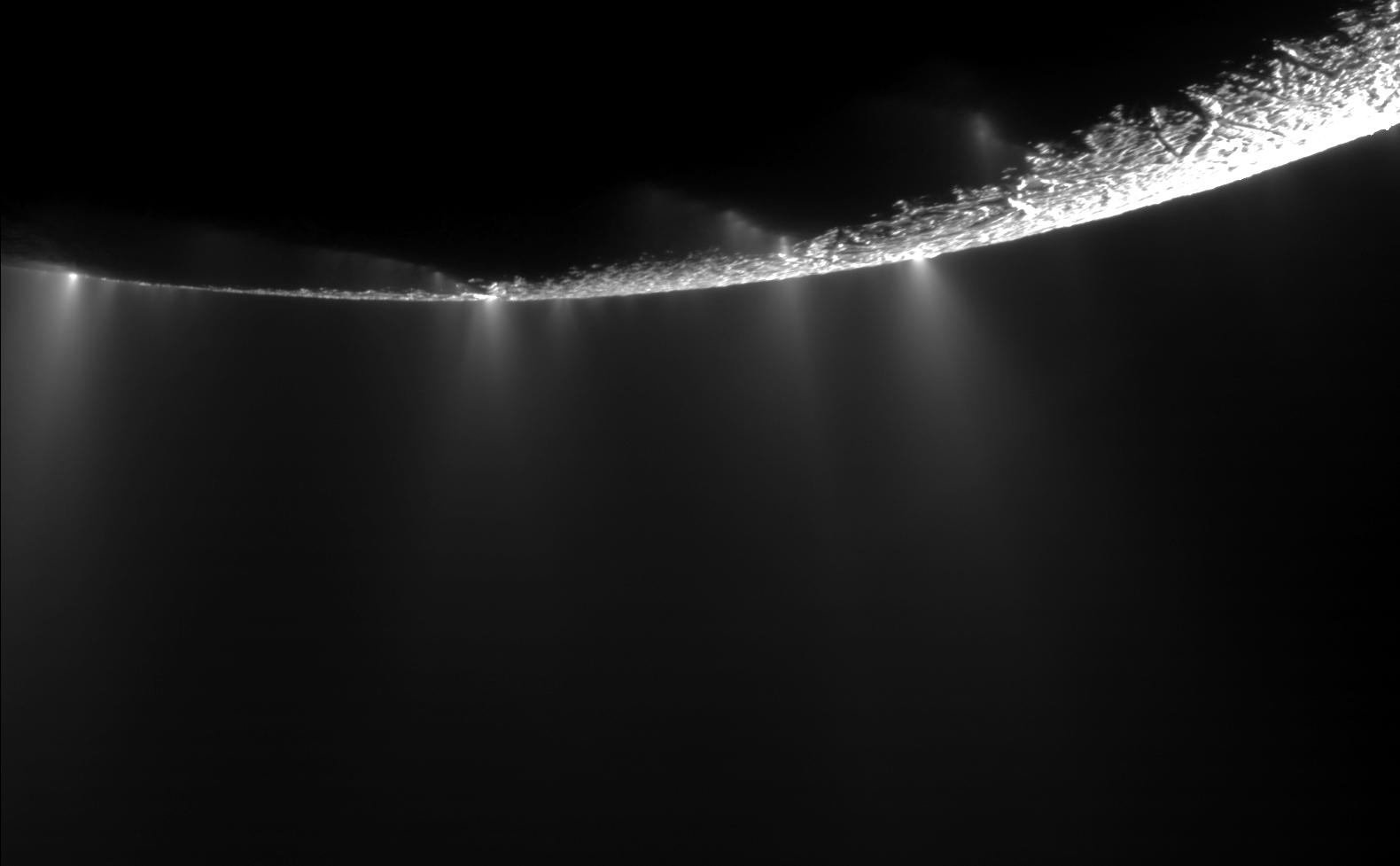
Cực nam của Enceladus với các vòi phun nước và nước đá

Những chùm hơi nước có hình dạng giống mạch nước phun cùng với các phân tử băng và các thành phần khác nhỏ hơn (như carbon dioxide, nitơ, amonia, hydrocarbon và silicat) đã được quan sát bởi tàu vũ trụ Cassini. Điều đó cho thấy sự phun trào từ các lỗ thông khí có liên quan đến "sọc hổ" ở cực nam vệ tinh Enceladus của sao Thổ. Cơ chế tạo ra các đám mây vẫn còn chưa rõ ràng, nhưng chúng được tin rằng là đã được cung cấp năng lượng ít nhất một phần bởi quá trình thủy triều gây ra, đó là kết qua từ sự lệch tâm quỹ đạo do tỉ lệ của sự cộng hưởng quỹ đạo chuyển động trung bình là 2:1 với vệ tinh Dione. Những tia này được cho là nguồn gốc của vành đai E của sao Thổ.
- Europa

Vào tháng 12 năm 2013, kính viễn vọng không gian Hubble phát hiện ra hơi nước trên vùng cực Nam của vệ tinh Europa, một trong những vệ tinh Galilea của sao Mộc. Người ta cho rằng các đường của Europa có thể giải phóng hơi nước này vào không gian, mà nó được gây ra bởi các quá trình tương tự cũng xảy ra trên Enceladus.
- Sao Hỏa

Những tia mang năng lượng mặt trời giống nhau của khí carbon dioxide được cho là phun trào từ nón cực nam của sao Hỏa mỗi mùa xuân. Mặc dù những vụ phun trào này chưa được quan sát trực tiếp nhưng chúng vẫn để lại những bằng chứng dưới dạng những đốm đen và những lớp bụi mỏng trên đỉnh lớp đá khô, đại diện cho cát và bụi bốc lên từ các vụ phun trào, và một mẫu giống hình nhện của các đường rãnh được tạo ra dưới lớp băng tràn ngập khí.
- Triton

Một trong những điều ngạc nhiên nhất của chuyến bay Voyager 2 của sao Hải Vương vào năm 1989 là khám phá ra những vụ phun trào giống mạch nước phun trên mặt trăng Triton. Các nhà thiên văn học đã phát hiện ra những đám bụi đen đang vươn lên khoảng 8 km trên bề mặt, và để lắng cặn trôi theo gió 150 km. Những đám bụi này đại diện cho các bình phun không khí vô hình của nitơ, cùng với bụi. Tất cả các mạch nước phun mà chúng ta đã quan sát được đều nằm gần điểm cực tiểu của Triton, điều đó cho thấy việc sưởi ấm bằng năng lượng mặt trời đã gây ra các vụ phun trào. Người ta cho rằng bề mặt của Triton có thể bao gồm một lớp nửa trong suốt của nitơ đông lạnh được phủ thêm một lớp nền đậm hơn, tạo ra một loại "hiệu ứng nhà kính rắn", làm nóng và làm bốc hơi nitơ dưới bề mặt băng cho đến khi áp lực phá vỡ bề mặt tại thời điểm bắt đầu phun trào. Hình ảnh Voyager ở phía Nam bán cầu Triton cho thấy nhiều vệt tối của vật chất được xác định bởi hoạt động của mạch nước phun.